# Luis Paret y Alcázar
Pour les articles homonymes, voir Paret (homonymie) et Alcazar.
Luis Paret y Alcázar, né à Madrid le 11 février 1746 et mort le 14 février 1799  dans la même ville, est un peintre, dessinateur et graveur espagnol. Il est l'un des plus grands peintres du rococo espagnol. 

## Biographie
De père français et de mère espagnole, cet artiste reçut une excellente éducation classique, qu'il compléta dans la suite par l'étude des langues orientales. 
Son éducation artistique ne fut pas moins soignée. Il se forme en partie à l'Académie royale des beaux-arts Saint-Ferdinand et travaille avec Antonio González Velázquez. Il a pour second maître, le français Charles de La Traverse qui travaillait en Espagne et dont l'influence est déterminante dans son œuvre. 
Il achève son éducation artistique et littéraire à Rome où il séjourne trois ans et vient se fixer à Madrid. Médaillé à plusieurs reprises par l'Académie royale, il en devient membre.
Le roi Charles III le chargea de peindre des vues de ports de mer et les endroits les plus pittoresques de ses frontières maritimes, ainsi que des principaux forts d'Espagne. Il peint également des natures mortes, des scènes de la vie quotidienne et des évènements de la cour. Chroniqueur du règne de Charles III, il a laissé le souvenir des fêtes et des grandes réceptions.
Il est au service de l'infant Don Luis, frère de Charles III, mais en raison de sa collaboration dans les aventures galantes du prince, il a été banni à Porto Rico de 1775 à 1778. Rentré en Espagne il a vécu à Bilbao et à partir de 1787, il n'est pas autorisé à revenir à Madrid.

## Œuvre
Il s'inspira des baroques français et italien. Son œuvre la plus célèbre est Le Repas de Charles III, aujourd'hui exposée au Musée du Prado. Il fit une série de remarquables dessins pour illustrer Don Quichotte, mais ils ne furent pas gravés.
- Le Roi Charles III déjeunant devant sa cour, vers 1775, 50 × 64 cm, Musée du Prado, Madrid[1]

"
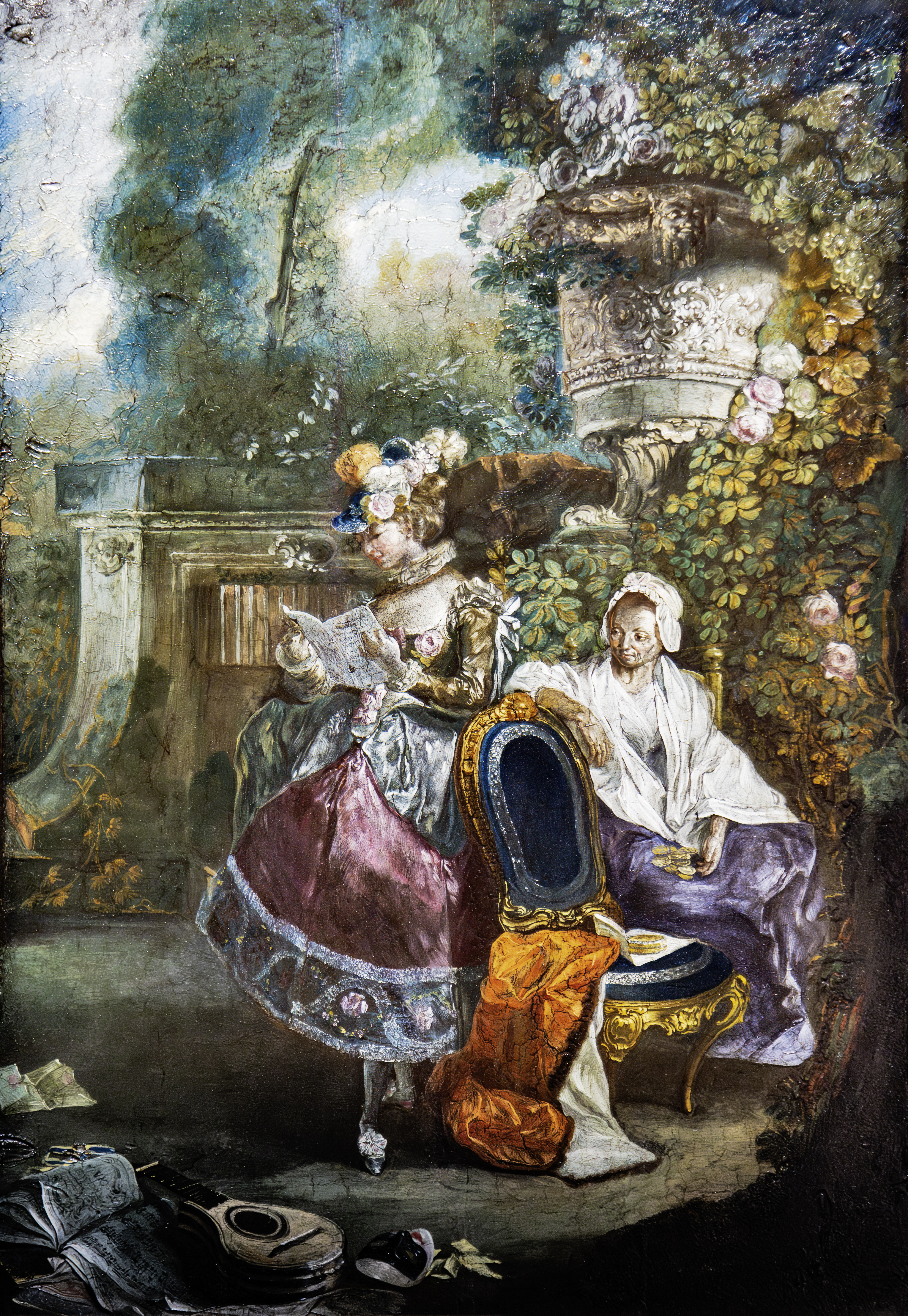
La lettre(1772) Musée Goya
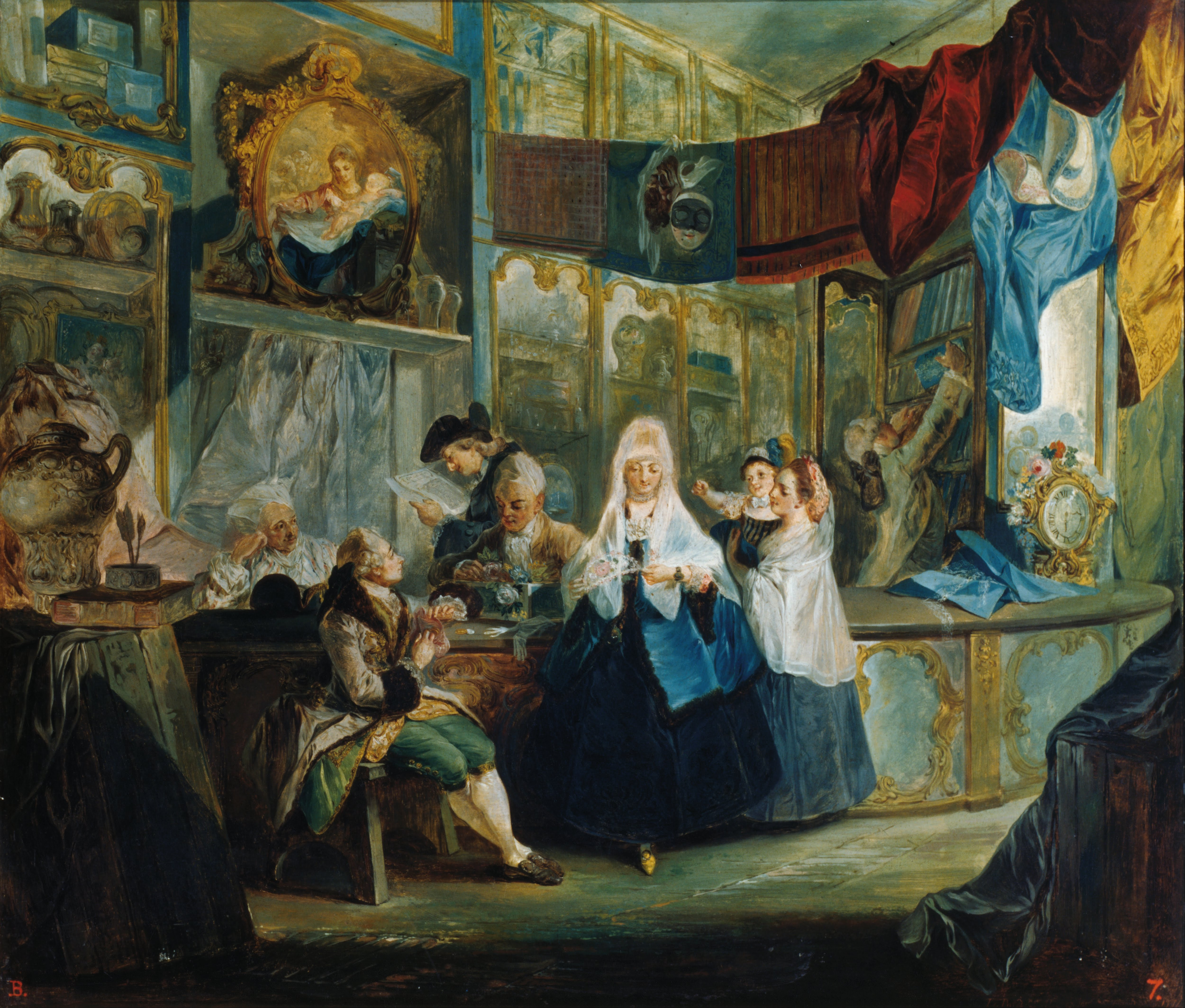
Le Magasin (1772) Musée Lázaro Galdiano
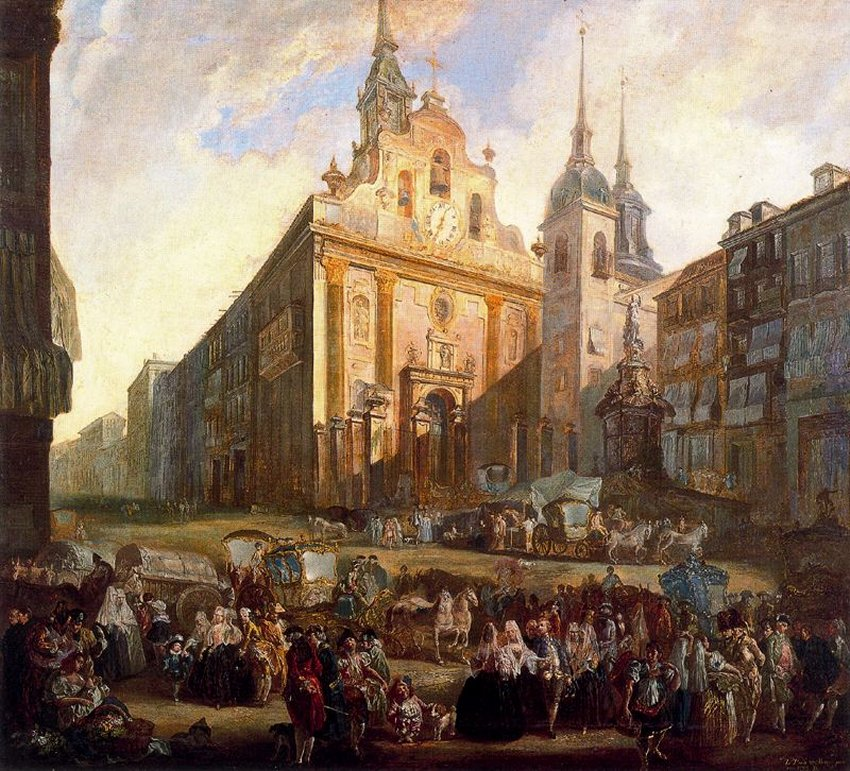
La Puerta del Sol à Madrid (1773) Musée national des beaux-arts de Cuba
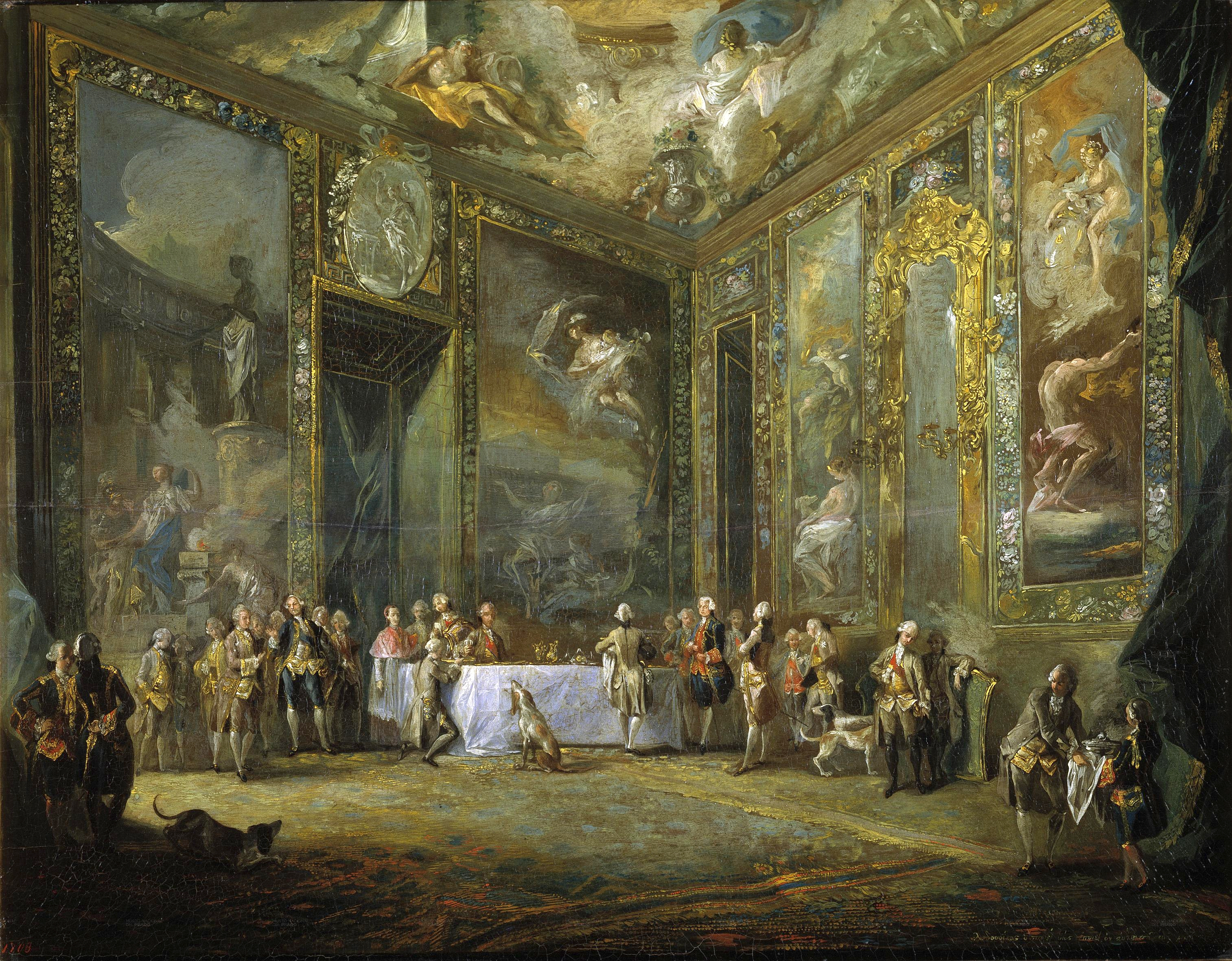
Le Dîner de Charles III devant la cour (v. 1775) Musée du Prado
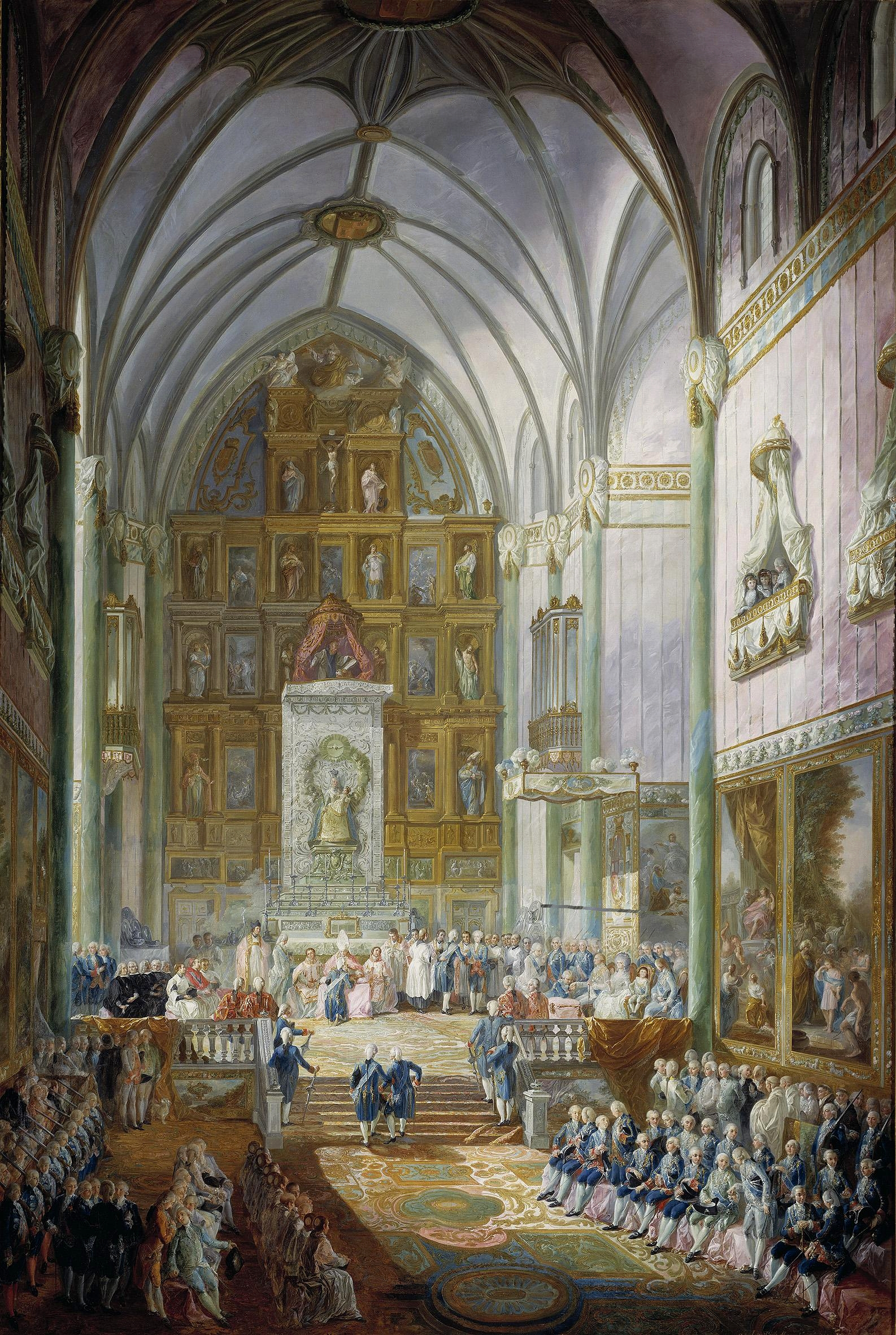
Jura de Fernando VII Prince des Asturies (1791) Musée du Prado